# Slag bij Vlotho
De Slag bij Vlotho vond plaats op 17 oktober 1638 ter hoogte van de plaats Vlotho aan de brug over de rivier de Wezer. De keizerlijke troepen onder leiding van Melchior van Hatzfeld wachtten het leger onder bevel van Karel I Lodewijk van de Palts op.

## Achtergrond
Karel I Lodewijk was de zoon van keurvorst Frederik V van de Palts, de winterkoning, en Elizabeth Stuart, dochter van koning Jacobus I van Engeland. Zijn vader Frederik V was in 1620 zijn keurvorstendom kwijt gespeeld. De ambitie van Karel I Lodewijk was om het keurvorstendom terug te winnen, daarbij kreeg hij steun van de Engelsen, via zijn moeder, en van Zweden, de grote rivaal van het Heilige Roomse Rijk ten tijde van de Dertigjarige Oorlog.

## Verloop
De Zweedse legeraanvoerder Johan Banér opperde de idee om de stad Lemgo te belegeren. Toen Melchior van Hatzfeld de stad met een groot leger wilde ontzetten, braken de Zweedse troepen het beleg af en keerden terug naar hun basis in Minden. Hatzfeld doorzag het manoeuvre en wachtte hen op aan de plaats Vlotho aan de brug over de rivier de Wezer.
De keizerlijke troepen openden de strijd met kanonvuur. De Zweeds-Paltse huurlingen waren in staat de eerste aanval van het keizerlijke leger af te slaan, maar konden geen  gevechtsformatie opbouwen. Na nog twee aanvalsgolven door de keizerlijke Saksische troepen viel het Zweeds-Paltse leger uiteen, ze werden in het moerassige terrein teruggedreven. Veel huurlingen verdronken toen ze probeerden te ontsnappen door over de Wezer te zwemmen. De keurvorst van de Palts, Karl I Lodewijk, die in een koets van zes paarden de Wezer wilde oversteken, redde zichzelf door te zwemmen terwijl de menners en paarden verdronken. Samen met de Zweedse generaal vluchtte hij te voet naar Minden.

## Gevolg
De ambitie van Karel I Lodewijk om zijn keurvorstendom terug te winnen was mislukt. Het was pas in 1648 met de Vrede van Westfalen, dat hij een deel van het rijk terugkreeg.